# Premier de Tokio 2015
El Toray Pan Pacific Open 2015 es un torneo de tenis jugado en canchas duras al aire libre. Es la 32.ª edición del Toray Pan Pacific Open, y parte de la Serie Premier del WTA Tour 2015. Se llevará a cabo en el Coliseo Ariake de Tokio (Japón) del 21 al 27 de septiembre de 2015.

## Cabeza de serie

### Individual
| Tenista              | Ranking | Preclasificada |
| Caroline Wozniacki   | 6       | 1              |
| Ana Ivanovic         | 7       | 2              |
| Garbiñe Muguruza     | 9       | 3              |
| Angelique Kerber     | 11      | 5              |
| Karolína Plíšková    | 10      | 4              |
| Carla Suárez Navarro | 12      | 6              |
| Agnieszka Radwańska  | 14      | 7              |
| Belinda Bencic       | 15      | 8              |

- Ranking del 14 de septiembre de 2015

### Dobles
| Tenista                               | Ranking | Preclasificada |
| Raquel Kops-Jones Abigail Spears      | 30      | 1              |
| Chan Hao-ching Chan Yung-jan          | 35      | 2              |
| Garbiñe Muguruza Carla Suárez Navarro | 42      | 3              |
| Belinda Bencic Kristina Mladenovic    | 78      | 4              |

## Campeonas

### Individual Femenino
Agnieszka Radwańska venció a  Belinda Bencic por 6-2, 6-2

### Dobles Femenino
Garbiñe Muguruza /  Carla Suárez Navarro vencieron a  Hao-Ching Chan /  Yung-Jan Chan por 7-5, 6-1